# Troye Sivan/Diskografie
Diese Diskografie ist eine Übersicht über die musikalischen Werke des australischen Sängers Troye Sivan. Den Schallplattenauszeichnungen zufolge hat er bisher mehr als 22,7 Millionen Tonträger verkauft. Seine erfolgreichste Veröffentlichung ist die Single Youth mit über 2,9 Millionen verkauften Einheiten.

## Alben

### Studioalben
| Jahr | Titel Musiklabel                             | Höchstplatzierung, Gesamtwochen, AuszeichnungChartplatzierungen (Jahr, Titel, Musiklabel, Platzierungen, Wochen, Auszeichnungen, Anmerkungen) | Höchstplatzierung, Gesamtwochen, AuszeichnungChartplatzierungen (Jahr, Titel, Musiklabel, Platzierungen, Wochen, Auszeichnungen, Anmerkungen) | Höchstplatzierung, Gesamtwochen, AuszeichnungChartplatzierungen (Jahr, Titel, Musiklabel, Platzierungen, Wochen, Auszeichnungen, Anmerkungen) | Höchstplatzierung, Gesamtwochen, AuszeichnungChartplatzierungen (Jahr, Titel, Musiklabel, Platzierungen, Wochen, Auszeichnungen, Anmerkungen) | Höchstplatzierung, Gesamtwochen, AuszeichnungChartplatzierungen (Jahr, Titel, Musiklabel, Platzierungen, Wochen, Auszeichnungen, Anmerkungen) | Höchstplatzierung, Gesamtwochen, AuszeichnungChartplatzierungen (Jahr, Titel, Musiklabel, Platzierungen, Wochen, Auszeichnungen, Anmerkungen) | Höchstplatzierung, Gesamtwochen, AuszeichnungChartplatzierungen (Jahr, Titel, Musiklabel, Platzierungen, Wochen, Auszeichnungen, Anmerkungen) | Anmerkungen                                                  |
| Jahr | Titel Musiklabel                             | DE | AT | CH | UK | US | AU | NZ | Anmerkungen                                                  |
| ---- | -------------------------------------------- | --- | --- | --- | --- | --- | --- | --- | ------------------------------------------------------------ |
| 2015 | Blue Neighbourhood EMI Music (UMG)           | DE73 (1 Wo.)DE | AT49 (1 Wo.)AT | CH66 (1 Wo.)CH | UK43 Gold · (3 Wo.)UK | US7 Platin · (47 Wo.)US | AU6 Platin · (18 Wo.)AU | NZ3 Platin · (19 Wo.)NZ | Erstveröffentlichung: 4. Dezember 2015 Verkäufe: + 1.370.000 |
| 2018 | Bloom EMI Music (UMG)                        | DE35 (1 Wo.)DE | AT25 (1 Wo.)AT | CH19 (1 Wo.)CH | UK10 (2 Wo.)UK | US4 (6 Wo.)US | AU3 Gold · (6 Wo.)AU | NZ3 Gold · (3 Wo.)NZ | Erstveröffentlichung: 30. August 2018 Verkäufe: + 87.500     |
| 2023 | Something to Give Each Other EMI Music (UMG) | DE9 (2 Wo.)DE | AT30 (2 Wo.)AT | CH14 (2 Wo.)CH | UK4 (2 Wo.)UK | US20 (4 Wo.)US | AU1 (14 Wo.)AU | NZ2 Gold · (10 Wo.)NZ | Erstveröffentlichung: 13. Oktober 2023 Verkäufe: + 82.500    |

### Remixalben
| Jahr | Titel Musiklabel                                       | Anmerkungen                             |
| ---- | ------------------------------------------------------ | --------------------------------------- |
| 2016 | Blue Neighbourhood – The Remixes Capitol Records (UMG) | Erstveröffentlichung: 18. November 2016 |

### EPs
| Jahr | Titel Musiklabel                             | Höchstplatzierung, Gesamtwochen, AuszeichnungChartplatzierungen (Jahr, Titel, Musiklabel, Platzierungen, Wochen, Auszeichnungen, Anmerkungen) | Höchstplatzierung, Gesamtwochen, AuszeichnungChartplatzierungen (Jahr, Titel, Musiklabel, Platzierungen, Wochen, Auszeichnungen, Anmerkungen) | Höchstplatzierung, Gesamtwochen, AuszeichnungChartplatzierungen (Jahr, Titel, Musiklabel, Platzierungen, Wochen, Auszeichnungen, Anmerkungen) | Höchstplatzierung, Gesamtwochen, AuszeichnungChartplatzierungen (Jahr, Titel, Musiklabel, Platzierungen, Wochen, Auszeichnungen, Anmerkungen) | Höchstplatzierung, Gesamtwochen, AuszeichnungChartplatzierungen (Jahr, Titel, Musiklabel, Platzierungen, Wochen, Auszeichnungen, Anmerkungen) | Höchstplatzierung, Gesamtwochen, AuszeichnungChartplatzierungen (Jahr, Titel, Musiklabel, Platzierungen, Wochen, Auszeichnungen, Anmerkungen) | Höchstplatzierung, Gesamtwochen, AuszeichnungChartplatzierungen (Jahr, Titel, Musiklabel, Platzierungen, Wochen, Auszeichnungen, Anmerkungen) | Anmerkungen                                               |
| Jahr | Titel Musiklabel                             | DE | AT | CH | UK | US | AU | NZ | Anmerkungen                                               |
| ---- | -------------------------------------------- | --- | --- | --- | --- | --- | --- | --- | --------------------------------------------------------- |
| 2007 | Dare to Dream Selbstverlag                   | — | — | — | — | — | — | — | Erstveröffentlichung: 2007                                |
| 2012 | The June Haverly EP Selbstverlag             | — | — | — | — | — | — | — | Erstveröffentlichung: 22. Juni 2012                       |
| 2014 | TRXYE EMI Music (UMG)                        | — | — | — | — | US5 (4 Wo.)US | — | NZ2 (6 Wo.)NZ | Erstveröffentlichung: 15. August 2014                     |
| 2015 | Wild EMI Music (UMG)                         | — | AT17 (1 Wo.)AT | CH29 (1 Wo.)CH | UK5 (2 Wo.)UK | US5 (6 Wo.)US | AU1 (6 Wo.)AU | NZ3 Gold · (6 Wo.)NZ | Erstveröffentlichung: 4. September 2015 Verkäufe: + 7.500 |
| 2020 | In a Dream EMI Music (UMG)                   | DE43 (1 Wo.)DE | — | CH81 (1 Wo.)CH | UK34 (1 Wo.)UK | US70 (1 Wo.)US | AU3 (2 Wo.)AU | NZ27 (1 Wo.)NZ | Erstveröffentlichung: 21. August 2020                     |
| 2023 | Pop the Culture, Iconography EMI Music (UMG) | — | — | — | — | — | — | — | Erstveröffentlichung: 6. Juli 2023                        |
| 2023 | So Much to Miss in You EMI Music (UMG)       | — | — | — | — | — | — | — | Erstveröffentlichung: 6. Juli 2023                        |

## Singles

### Als Leadmusiker
| Jahr | Titel Album                                                                   | Höchstplatzierung, Gesamtwochen, AuszeichnungChartplatzierungen (Jahr, Titel, Album, Platzierungen, Wochen, Auszeichnungen, Anmerkungen) | Höchstplatzierung, Gesamtwochen, AuszeichnungChartplatzierungen (Jahr, Titel, Album, Platzierungen, Wochen, Auszeichnungen, Anmerkungen) | Höchstplatzierung, Gesamtwochen, AuszeichnungChartplatzierungen (Jahr, Titel, Album, Platzierungen, Wochen, Auszeichnungen, Anmerkungen) | Höchstplatzierung, Gesamtwochen, AuszeichnungChartplatzierungen (Jahr, Titel, Album, Platzierungen, Wochen, Auszeichnungen, Anmerkungen) | Höchstplatzierung, Gesamtwochen, AuszeichnungChartplatzierungen (Jahr, Titel, Album, Platzierungen, Wochen, Auszeichnungen, Anmerkungen) | Höchstplatzierung, Gesamtwochen, AuszeichnungChartplatzierungen (Jahr, Titel, Album, Platzierungen, Wochen, Auszeichnungen, Anmerkungen) | Höchstplatzierung, Gesamtwochen, AuszeichnungChartplatzierungen (Jahr, Titel, Album, Platzierungen, Wochen, Auszeichnungen, Anmerkungen) | Anmerkungen                                                                                                  |
| Jahr | Titel Album                                                                   | DE | AT | CH | UK | US | AU | NZ | Anmerkungen                                                                                                  |
| ---- | ----------------------------------------------------------------------------- | --- | --- | --- | --- | --- | --- | --- | --- |
| 2012 | We’re My OTP –                                                                | — | — | — | — | — | — | — | Erstveröffentlichung: 29. Dezember 2012                                                                      |
| 2013 | The Fault in Our Stars auch bekannt als: The Fault in Our Stars (MMXIV) TRXYE | — | — | — | — | — | — | — | Erstveröffentlichung: 5. Mai 2013                                                                            |
| 2014 | Happy Little Pill TRXYE                                                       | DE87 (1 Wo.)DE | AT41 (1 Wo.)AT | — | UK86 (2 Wo.)UK | US92 Gold · (1 Wo.)US | AU10 Platin · (8 Wo.)AU | NZ2 (2 Wo.)NZ | Erstveröffentlichung: 25. Juli 2014 Verkäufe: + 577.500                                                      |
| 2015 | Wild Wild • Blue Neighbourhood                                                | — | — | — | UK62 Silber · (1 Wo.)UK | US— PlatinUS | AU16 ×3Dreifachplatin · (11 Wo.)AU | NZ29 (7 Wo.)NZ | Erstveröffentlichung: 4. September 2015 Neuauflage: 24. Juni 2016 (feat. Alessia Cara) Verkäufe: + 1.425.000 |
| 2015 | Talk Me Down Blue Neighbourhood                                               | — | — | — | — | US— GoldUS | AU36 Gold · (1 Wo.)AU | — | Erstveröffentlichung: 15. Oktober 2015 Verkäufe: + 565.000                                                   |
| 2015 | Youth Blue Neighbourhood                                                      | DE22 Gold · (15 Wo.)DE | AT73 (2 Wo.)AT | CH56 (12 Wo.)CH | UK96 Silber · (2 Wo.)UK | US23 ×2Doppelplatin · (18 Wo.)US | AU17 ×4Vierfachplatin · (17 Wo.)AU | NZ23 Platin · (14 Wo.)NZ | Erstveröffentlichung: 13. November 2015 Verkäufe: + 2.910.000                                                |
| 2018 | My My My! Bloom                                                               | DE87 (1 Wo.)DE | AT58 (1 Wo.)AT | CH65 (1 Wo.)CH | UK38 Silber · (8 Wo.)UK | US80 Platin · (1 Wo.)US | AU14 ×3Dreifachplatin · (12 Wo.)AU | NZ25 (3 Wo.)NZ | Erstveröffentlichung: 11. Januar 2018 Verkäufe: + 1.600.000                                                  |
| 2018 | The Good Side Bloom                                                           | — | — | — | — | — | AU— GoldAU | — | Erstveröffentlichung: 18. Januar 2018 Verkäufe: + 55.000                                                     |
| 2018 | Strawberries & Cigarettes Love, Simon: Original Motion Picture Soundtrack     | — | — | — | — | US— GoldUS | AU— PlatinAU | — | Erstveröffentlichung: 16. März 2018 Verkäufe: + 650.000                                                      |
| 2018 | Bloom                                                                         | — | — | — | — | — | AU34 Platin · (3 Wo.)AU | — | Erstveröffentlichung: 2. Mai 2018 Verkäufe: + 110.000                                                        |
| 2018 | Dance to This Bloom                                                           | — | — | — | UK64 Silber · (3 Wo.)UK | US— PlatinUS | AU39 Platin · (2 Wo.)AU | — | Erstveröffentlichung: 13. Juni 2018 Verkäufe: + 1.380.000; feat. Ariana Grande                               |
| 2018 | Animal Bloom                                                                  | — | — | — | — | — | — | — | Erstveröffentlichung: 10. August 2018                                                                        |
| 2018 | Revelation Boy Erased Original Motion Picture Soundtrack                      | — | — | — | — | — | — | — | Erstveröffentlichung: 18. Oktober 2018 mit Jónsi                                                             |
| 2018 | Somebody to Love –                                                            | — | — | — | — | — | — | — | Erstveröffentlichung: 2. November 2018 Original: Queen                                                       |
| 2019 | Lucky Strike Bloom                                                            | — | — | — | — | — | — | — | Erstveröffentlichung: 11. Januar 2019 Verkäufe: + 55.000                                                     |
| 2020 | Take Yourself Home In a Dream                                                 | — | — | — | — | — | — | — | Erstveröffentlichung: 1. April 2020                                                                          |
| 2020 | Easy In a Dream                                                               | — | — | — | — | US— GoldUS | AU— PlatinAU | — | Erstveröffentlichung: 15. Juli 2020 Remix mit Kacey Musgraves feat. Mark Ronson Verkäufe: + 570.000          |
| 2020 | Rager Teenager! In a Dream                                                    | — | — | — | — | — | — | — | Erstveröffentlichung: 5. August 2020                                                                         |
| 2021 | You –                                                                         | DE— aDE | — | — | UK46 Silber · (17 Wo.)UK | US58 Platin · (11 Wo.)US | — | — | Erstveröffentlichung: 16. April 2021 Verkäufe: + 1.480.000; mit Tate McRae & Regard                          |
| 2021 | Could Cry Just Thinkin About You So Much to Miss in You                       | — | — | — | — | — | — | — | Erstveröffentlichung: 9. Juli 2021                                                                           |
| 2021 | Angel Baby So Much to Miss in You                                             | — | — | — | — | — | AU— PlatinAU | — | Erstveröffentlichung: 10. September 2021 Verkäufe: + 690.000                                                 |
| 2022 | Trouble –                                                                     | — | — | — | — | — | — | — | Erstveröffentlichung: 7. Februar 2022 mit Jay Som                                                            |
| 2022 | Wait –                                                                        | — | — | — | — | — | — | — | Erstveröffentlichung: 23. Februar 2022 mit Gordi                                                             |
| 2023 | Rush Something to Give Each Other                                             | DE85 (1 Wo.)DE | — | CH65 (2 Wo.)CH | UK21 Gold · (17 Wo.)UK | US77 (2 Wo.)US | AU12 ×2Doppelplatin · (20 Wo.)AU | NZ22 (4 Wo.)NZ | Erstveröffentlichung: 13. Juli 2023 Verkäufe: + 920.000                                                      |
| 2023 | Got Me Started Something to Give Each Other                                   | — | — | — | UK34 Silber · (6 Wo.)UK | — | AU21 ×2Doppelplatin · (12 Wo.)AU | — | Erstveröffentlichung: 20. September 2023 Verkäufe: + 405.000                                                 |
| 2023 | One of Your Girls Something to Give Each Other                                | DE— bDE | — | CH65 (1 Wo.)CH | UK11 Silber · (15 Wo.)UK | US79 (1 Wo.)US | AU24 Platin · (6 Wo.)AU | NZ17 (3 Wo.)NZ | Erstveröffentlichung: 13. Oktober 2023 Verkäufe: + 455.000                                                   |
| 2024 | Honey Something to Give Each Other                                            | — | — | — | — | — | — | — | Erstveröffentlichung: 16. Mai 2024                                                                           |

### Als Gastmusiker
| Jahr | Titel Album                                                      | Höchstplatzierung, Gesamtwochen, AuszeichnungChartplatzierungen (Jahr, Titel, Album, Platzierungen, Wochen, Auszeichnungen, Anmerkungen) | Höchstplatzierung, Gesamtwochen, AuszeichnungChartplatzierungen (Jahr, Titel, Album, Platzierungen, Wochen, Auszeichnungen, Anmerkungen) | Höchstplatzierung, Gesamtwochen, AuszeichnungChartplatzierungen (Jahr, Titel, Album, Platzierungen, Wochen, Auszeichnungen, Anmerkungen) | Höchstplatzierung, Gesamtwochen, AuszeichnungChartplatzierungen (Jahr, Titel, Album, Platzierungen, Wochen, Auszeichnungen, Anmerkungen) | Höchstplatzierung, Gesamtwochen, AuszeichnungChartplatzierungen (Jahr, Titel, Album, Platzierungen, Wochen, Auszeichnungen, Anmerkungen) | Höchstplatzierung, Gesamtwochen, AuszeichnungChartplatzierungen (Jahr, Titel, Album, Platzierungen, Wochen, Auszeichnungen, Anmerkungen) | Höchstplatzierung, Gesamtwochen, AuszeichnungChartplatzierungen (Jahr, Titel, Album, Platzierungen, Wochen, Auszeichnungen, Anmerkungen) | Anmerkungen                                                                                |
| Jahr | Titel Album                                                      | DE | AT | CH | UK | US | AU | NZ | Anmerkungen                                                                                |
| ---- | ---------------------------------------------------------------- | --- | --- | --- | --- | --- | --- | --- | ------------------------------------------------------------------------------------------ |
| 2015 | Papercut True Colors                                             | — | — | — | — | — | AU93 (1 Wo.)AU | — | Erstveröffentlichung: 17. Juli 2015 Zedd feat. Troye Sivan                                 |
| 2016 | Hands –                                                          | — | — | — | — | — | — | — | Erstveröffentlichung: 6. Juli 2016 als Teil von Artists for Orlando                        |
| 2017 | There for You The Martin Garrix Collection (Deluxe Edition)      | DE31 Gold · (16 Wo.)DE | AT25 (16 Wo.)AT | CH24 Gold · (16 Wo.)CH | UK40 Gold · (14 Wo.)UK | US94 Platin · (1 Wo.)US | AU23 ×2Doppelplatin · (18 Wo.)AU | NZ22 Gold · (13 Wo.)NZ | Erstveröffentlichung: 26. Mai 2017 Verkäufe: + 2.301.666; Martin Garrix feat. Troye Sivan  |
| 2018 | 1999 Charli                                                      | — | — | — | UK13 Platin · (15 Wo.)UK | — | AU18 ×2Doppelplatin · (18 Wo.)AU | NZ— PlatinNZ | Erstveröffentlichung: 5. Oktober 2018 Verkäufe: + 899.000; Charli xcx feat. Troye Sivan    |
| 2019 | I’m So Tired… How I’m Feeling                                    | DE42 Gold · (19 Wo.)DE | AT22 Gold · (19 Wo.)AT | CH40 (20 Wo.)CH | UK8 Platin · (18 Wo.)UK | US81 ×2Doppelplatin · (6 Wo.)US | AU11 ×3Dreifachplatin · (22 Wo.)AU | NZ9 Platin · (20 Wo.)NZ | Erstveröffentlichung: 25. Januar 2019 Verkäufe: + 3.345.000; Lauv feat. Troye Sivan        |
| 2019 | 2099 Charli                                                      | — | — | — | — | — | — | — | Erstveröffentlichung: 10. September 2019 Charli xcx feat. Troye Sivan                      |
| 2019 | Glittery The Kacey Musgraves Christmas Show                      | — | — | — | — | — | — | — | Erstveröffentlichung: 29. November 2019 Kacey Musgraves feat. Troye Sivan                  |
| 2019 | Love Me Wrong Cape God                                           | — | — | — | — | — | — | — | Erstveröffentlichung: 6. Dezember 2019 Allie X feat. Troye Sivan                           |
| 2022 | You Know What I Need Hyperbolic                                  | — | — | — | — | — | — | — | Erstveröffentlichung: 1. Dezember 2022 Pnau feat. Troye Sivan                              |
| 2024 | Talk Talk Brat and It’s Completely Different but Also Still Brat | — | — | — | UK24 Silber · (8 Wo.)UK | US74 (1 Wo.)US | — | — | Erstveröffentlichung: 12. September 2024 Verkäufe: + 240.000; Charli xcx feat. Troye Sivan |

## Musikvideos
| Jahr | Titel                | Regie                                                      |
| ---- | -------------------- | ---------------------------------------------------------- |
| 2015 | Wild                 | Tim Mattia (Version 1, 2015) Malia James (Version 2, 2016) |
| 2015 | Fools                | Tim Mattia                                                 |
| 2015 | Talk Me Down         | Tim Mattia                                                 |
| 2016 | Papercut             | Ingi Erlingsson                                            |
| 2017 | Heaven               | Luke Gilford                                               |
| 2017 | There for You        | Jordan Taylor Wright                                       |
| 2018 | My My My!            | Grant Singer                                               |
| 2018 | Dance to This        | Bardia Zeinali                                             |
| 2018 | 1999                 | Charlotte Aitchison, Ryan Staake                           |
| 2019 | I’m So Tired…        | Grant Spanier, Corey Waters                                |
| 2020 | Easy                 | Troye Sivan (Soloversion) Bardia Zeinali (Duettversion)    |
| 2020 | Rager Teenager!      | Troye Sivan                                                |
| 2021 | You                  | Courtney Phillips                                          |
| 2021 | Angel Baby           | Luke Gilford                                               |
| 2022 | You Know What I Need | Kuba Matyka, Kamila Staszczyszyn                           |
| 2023 | Rush                 | Gordon von Steiner                                         |
| 2023 | Got Me Started       | Gordon von Steiner                                         |
| 2023 | One of Your Girls    | Gordon von Steiner                                         |

## Promoveröffentlichungen
| Jahr | Titel Album               | Anmerkungen                                                                   |
| ---- | ------------------------- | ----------------------------------------------------------------------------- |
| 2017 | Heaven Blue Neighbourhood | Erstveröffentlichung: 19. Januar 2017 feat. Betty Who                         |
| 2023 | Still Got It (Live) –     | Erstveröffentlichung: 16. November 2023 Teil der „Spotify-Green-Screen“-Reihe |

## Sonderveröffentlichungen

### Alben
| Jahr | Titel Musiklabel                | Anmerkungen                                                          |
| ---- | ------------------------------- | -------------------------------------------------------------------- |
| 2018 | Spotify Singles EMI Music (UMG) | Erstveröffentlichung: 18. Juli 2018 Teil der „Spotify-Singles“-Reihe |

### Lieder
| Jahr | Titel Album                                                      | Anmerkungen                                                               |
| ---- | ---------------------------------------------------------------- | ------------------------------------------------------------------------- |
| 2015 | Papercut True Colors                                             | Erstveröffentlichung: 15. Mai 2015 Zedd feat. Troye Sivan                 |
| 2018 | There for You The Martin Garrix Collection (Deluxe Edition)      | Erstveröffentlichung: 25. April 2018 Martin Garrix feat. Troye Sivan      |
| 2019 | 1999 Charli                                                      | Erstveröffentlichung: 13. September 2019 Charli xcx feat. Troye Sivan     |
| 2019 | 2099 Charli                                                      | Erstveröffentlichung: 13. September 2019 Charli xcx feat. Troye Sivan     |
| 2019 | Glittery The Kacey Musgraves Christmas Show                      | Erstveröffentlichung: 29. November 2019 Kacey Musgraves feat. Troye Sivan |
| 2020 | Love Me Wrong Cape God                                           | Erstveröffentlichung: 21. Februar 2020 Allie X feat. Troye Sivan          |
| 2020 | I’m So Tired… How I’m Feeling                                    | Erstveröffentlichung: 6. März 2020 Lauv feat. Troye Sivan                 |
| 2024 | Supernatural Eternal Sunshine (Slightly Deluxe Edition)          | Erstveröffentlichung: 10. März 2024 Ariana Grande feat. Troye Sivan       |
| 2024 | You Know What I Need Hyperbolic                                  | Erstveröffentlichung: 22. März 2024 Pnau feat. Troye Sivan                |
| 2024 | Talk Talk Brat and It’s Completely Different but Also Still Brat | Erstveröffentlichung: 11. Oktober 2024 Charli xcx feat. Troye Sivan       |

| Jahr | Titel Album                                                                   | Anmerkungen                                                    |
| ---- | ----------------------------------------------------------------------------- | -------------------------------------------------------------- |
| 2023 | Rush (Live at BBC Live Lounge) Best of Live Lounge Month 2023                 | Erstveröffentlichung: 3. November 2023                         |
| 2023 | What Was I Made For? (Live at BBC Live Lounge) Best of Live Lounge Month 2023 | Erstveröffentlichung: 3. November 2023 Original: Billie Eilish |

| Jahr | Titel Soundtrack                                       | Anmerkungen |
| ---- | ------------------------------------------------------ | --- |
| 2018 | Strawberries & Cigarettes Love, Simon                  | Erstveröffentlichung: 16. März 2018                                                                                              |
| 2018 | Revelation Der verlorene Sohn                          | Erstveröffentlichung: 26. Oktober 2018 mit Jónsi                                                                                 |
| 2021 | Easy Einer wie keiner                                  | Erstveröffentlichung: 27. August 2021 mit Kacey Musgraves feat. Mark Ronson                                                      |
| 2023 | Better Place (Family Harmony) Trolls – Gemeinsam Stark | Erstveröffentlichung: 20. Oktober 2023 mit Eric André, Camila Cabello, Kid Cudi, Daveed Diggs, Anna Kendrick & Justin Timberlake |
| 2023 | Better Place (Reunion) Trolls – Gemeinsam Stark        | Erstveröffentlichung: 20. Oktober 2023 mit Eric André, Kid Cudi, Daveed Diggs & Justin Timberlake                                |
| 2023 | Family Trolls – Gemeinsam Stark                        | Erstveröffentlichung: 20. Oktober 2023 mit Eric André, Camila Cabello, Kid Cudi, Daveed Diggs, Anna Kendrick & Justin Timberlake |
| 2023 | Perfect Trolls – Gemeinsam Stark                       | Erstveröffentlichung: 20. Oktober 2023 mit Eric André, Kid Cudi, Daveed Diggs & Justin Timberlake                                |

## Statistik

### Chartauswertung
|                     | DE    | AT    | CH    | UK    | US    | AU    | NZ    |
| ------------------- | ----- | ----- | ----- | ----- | ----- | ----- | ----- |
| Nummer-eins-Alben   | DE—DE | AT—AT | CH—CH | UK—UK | US—US | AU2AU | NZ—NZ |
| Top-10-Alben        | DE1DE | AT—AT | CH—CH | UK3UK | US4US | AU5AU | NZ5NZ |
| Alben in den Charts | DE4DE | AT4AT | CH5CH | UK5UK | US6US | AU5AU | NZ6NZ |

|                       | DE    | AT    | CH    | UK     | US    | AU     | NZ    |
| --------------------- | ----- | ----- | ----- | ------ | ----- | ------ | ----- |
| Nummer-eins-Singles   | DE—DE | AT—AT | CH—CH | UK—UK  | US—US | AU—AU  | NZ—NZ |
| Top-10-Singles        | DE—DE | AT—AT | CH—CH | UK1UK  | US—US | AU1AU  | NZ2NZ |
| Singles in den Charts | DE6DE | AT5AT | CH6CH | UK13UK | US9US | AU14AU | NZ8NZ |

### Auszeichnungen für Musikverkäufe
Die Lieder Bite (+ 35.000) und Fools (+ 565.000) wurden weder als Singles veröffentlicht, noch konnten sie sich aufgrund von Downloads oder Streaming in den Charts platzieren, dennoch erhielten diese Schallplattenauszeichnungen.
| Land/RegionAuszeichnungen für Musikverkäufe (Land/Region, Auszeichnungen, Verkäufe, Quellen) | Silber     | Gold       | Platin       | Verkäufe   | Quellen              |
| -------------------------------------------------------------------------------------------- | ---------- | ---------- | ------------ | ---------- | -------------------- |
| Australien (ARIA)                                                                            | —          | 7× Gold7   | 30× Platin30 | 2.345.000  | aria.com.au          |
| Belgien (BRMA)                                                                               | —          | 2× Gold2   | Platin1      | 70.000     | ultratop.be          |
| Brasilien (PMB)                                                                              | —          | 6× Gold6   | 15× Platin15 | 770.000    | pro-musicabr.org.br  |
| Dänemark (IFPI)                                                                              | —          | 6× Gold6   | Platin1      | 260.000    | ifpi.dk              |
| Deutschland (BVMI)                                                                           | —          | 3× Gold3   | —            | 600.000    | musikindustrie.de    |
| Finnland (IFPI)                                                                              | —          | Gold1      | —            | 10.000     | Einzelnachweise      |
| Frankreich (SNEP)                                                                            | —          | Gold1      | —            | 66.666     | snepmusique.com      |
| Italien (FIMI)                                                                               | —          | 4× Gold4   | Platin1      | 210.000    | fimi.it              |
| Kanada (MC)                                                                                  | —          | Gold1      | 6× Platin6   | 520.000    | musiccanada.com      |
| Mexiko (AMPROFON)                                                                            | —          | 2× Gold2   | Platin1      | 120.000    | amprofon.com.mx      |
| Neuseeland (RMNZ)                                                                            | —          | 5× Gold5   | 9× Platin9   | 280.000    | radioscope.co.nz NZ2 |
| Philippinen (PARI)                                                                           | —          | —          | 16× Platin16 | 780.000    | Einzelnachweise      |
| Polen (ZPAV)                                                                                 | —          | 7× Gold7   | Platin1      | 180.000    | olis.pl              |
| Portugal (AFP)                                                                               | —          | 2× Gold2   | —            | 10.000     | Einzelnachweise      |
| Österreich (IFPI)                                                                            | —          | Gold1      | —            | 15.000     | ifpi.at              |
| Schweden (IFPI)                                                                              | —          | 2× Gold2   | Platin1      | 80.000     | sverigetopplistan.se |
| Schweiz (IFPI)                                                                               | —          | Gold1      | —            | 10.000     | hitparade.ch         |
| Singapur (RIAS)                                                                              | —          | Gold1      | —            | 5.000      | rias.org.sg          |
| Spanien (Promusicae)                                                                         | —          | 3× Gold3   | —            | 90.000     | elportaldemusica.es  |
| Thailand (TECA)                                                                              | —          | Gold1      | —            | 5.000      | Einzelnachweise      |
| Vereinigte Staaten (RIAA)                                                                    | —          | 5× Gold5   | 9× Platin9   | 11.500.000 | riaa.com             |
| Vereinigtes Königreich (BPI)                                                                 | 8× Silber8 | 3× Gold3   | 2× Platin2   | 3.784.000  | bpi.co.uk            |
| Insgesamt                                                                                    | 8× Silber8 | 64× Gold64 | 93× Platin93 |            |                      |